# Ansi Agolli
Ansi Agolli (Tirana, 1982. október 11. –) albán válogatott labdarúgó, a Qarabağ játékosa.
Az albán válogatott tagjaként részt vett a 2016-os Európa-bajnokságon. 

## Sikerei, díjai
Tirana
- Albán bajnok (3): 2003–04, 2004–05, 2008–09
- Albán kupa (2): 2000–01, 2001–02
- Albán szuperkupa (3): 2000, 2002, 2003

Qarabağ
- Azeri bajnok (3): 2013–14, 2014–15, 2015–16
- Azeri kupa (2): 2014–15, 2015-16